# Møns Klint
Les Møns Klint, toponyme danois signifiant littéralement en français « les falaises de Møn », sont des falaises littorales de craie situées à l'extrémité orientale de l'île danoise de Møn.

## Géographie
Situées dans le Sud-Est du Danemark, sur l'île de Møn, elles dominent la mer Baltique sur six kilomètres de longueur et jusqu'à une hauteur de 128 mètres. Elles sont essentiellement composées de calcaire coquillier datant de 70 millions d'années.

## Histoire
Elles se sont formées au cours des différentes glaciations lorsque le mouvement de la calotte glaciaire en direction de l'ouest a érodé les terrains sous-jacents, poussant, déformant et compactant la craie. À la fin de la dernière période glaciaire, le retrait des glaces a mis au jour ces falaises qui font partie de la même formation géologique que celles du parc national de Jasmund sur l'île de Rügen, en Allemagne.

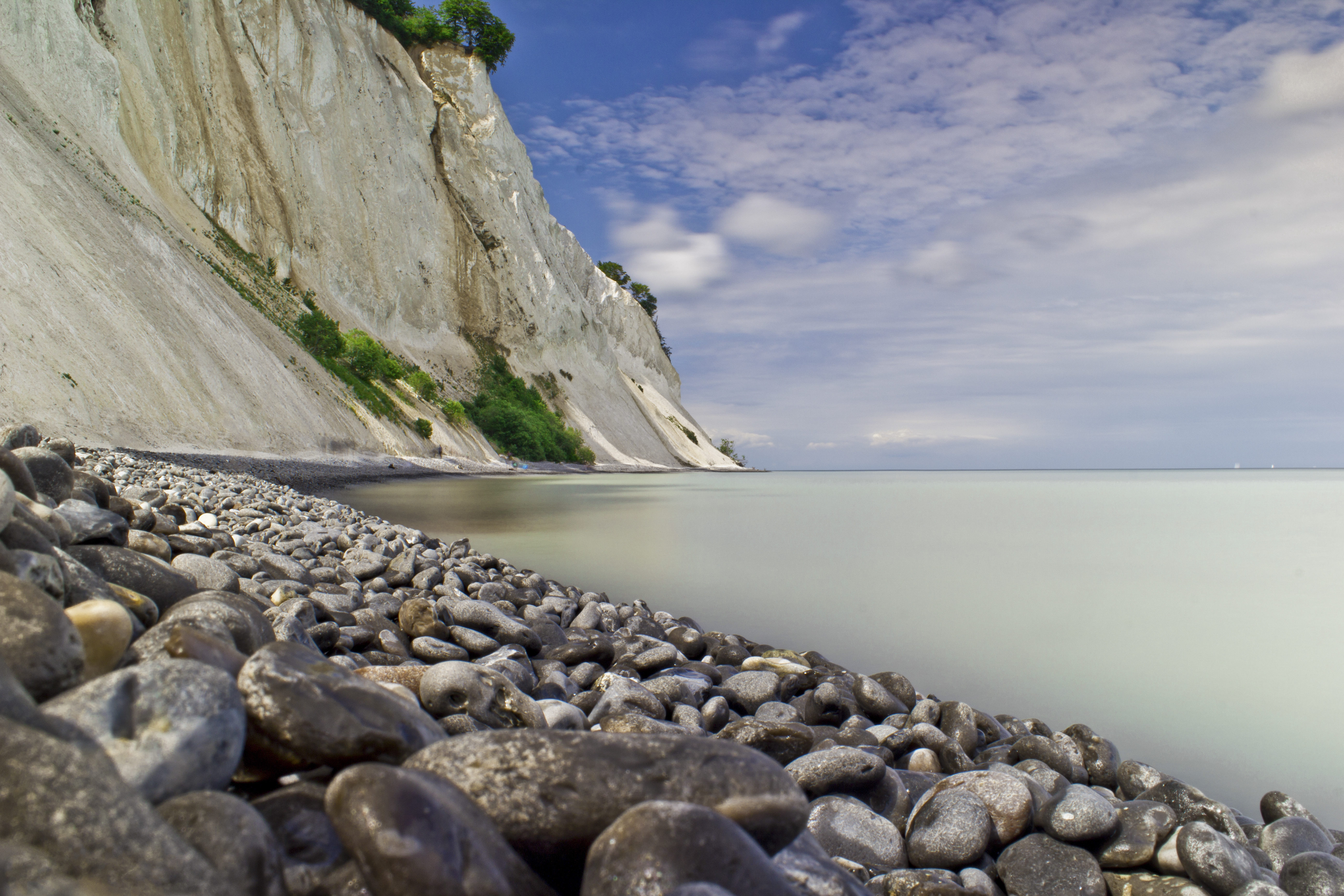
Vue des Møns Klint depuis le rivage de la mer Baltique.

## Protection
Le site est inscrit sur la liste du patrimoine mondial en 2025 par l'UNESCO.

### Source
- Cet article est partiellement ou en totalité issu du site Travel Pics, le texte ayant été placé par l’auteur ou le responsable de publication sous la licence de documentation libre GNU ou une licence compatible.